# Рецептор фактора роста фибробластов 3
Рецептор фактора роста фибробластов 3 (англ. Fibroblast growth factor receptor 3, FGFR3; CD333) — мембранный белок, рецептор из семейства рецепторов фактора роста фибробластов. Продукт гена человека FGFR3. Белок экспрессирован в хрящевой ткани, мозге, кишечнике и почках.

## Функции
FGFR3 играет роль в развитии и регуляции костной ткани. В результате альтернативного сплайсинга образуется несколько вариантов рецептора, в частности за счёт экзонов 8 и 9.

## Взаимодействия
FGFR3 взаимодействует с факторами роста FGF1 и FGF9.

## Роль в патологии
Мутации рецептора нарушают рост и развитие хрящевой ткани, влияют на пролиферацию хондроцитов и кальцификацию. Это приводит к патологиям развития костей краниосиностозом и различным типам остеохондродисплазий.
Например, описана точечная мутация гена FGFR3, которая приводит к образованию в белке водородной связи между аргининами боковых цепей, что, в свою очередь, приводит к лиганд-независимой стабилизации димера рецептора. Подобные мутации вызывают патологический рост трубчатых костей. 
Дефекты гена FGFR3 могут приводить к следующим нарушениям:
- Ахондроплазия, гипохондроплазия.
- Танатофорийная дисплазия, тяжёлое заболевание костной ткани, характеризующееся непропорционально маленькой грудной клеткой, очень короткими конечностями и складками кожи на руках и ногах.
- Себорейный кератинозис, доброкачественная опухоль, образующаяся из трансформированых кератиноцитов.
- Рак мочевого пузыря.
- Тяжёлая ахондроплазия с задержкой развития и чёрным акантозом.